# جک کینگ
جیمز پاتون " جک " کینگ (Jack King) (۴ نوامبر ۱۸۹۵- ۴ اکتبر ۱۹۵۸)  انیماتور و کارگردان فیلم کوتاه آمریکایی بود که بیشتر برای کارش در والت دیزنی پروداکشنز شناخته‌شده است.